# Laurembergia walkeri
Laurembergia walkeri är en slingeväxtart som först beskrevs av Jisaburo Ohwi, och fick sitt nu gällande namn av Jisaburo Ohwi. Laurembergia walkeri ingår i släktet Laurembergia och familjen slingeväxter. Inga underarter finns listade i Catalogue of Life.